# Косов Василь Миколайович
Косов Василь Миколайович (28 лютого 1904, с. Бахметівка, нині Нововодолазького району Харківської області — 15 вересня 1979) — військовик. Герой Радянського Союзу (1945). Учасник 2ї світової війни. Нагороджений державними та бойовими нагородами. В армії від 1926, на фронті від червня 1941. Закінчив Військову академію ім. Фрунзе (Москва, 1941). Відзначився у 1945 під час визволення Берліна. Після війни продовжив службу в армії. Від 1960- полковник запасу. Мешкав і працював у Харкові.